# Marcilly-en-Beauce
 Marcilly-en-Beauce  es una comuna y población de Francia, en la región de Centro, departamento de Loir y Cher, en el distrito de Vendôme y cantón de Vendôme-2. Está integrada en la Communauté de communes du Pays de Vendôme .

## Demografía
| 134 | 169 | 198 | 237 | 215 | 232 |
| Para los censos de 1962 a 1999 la población legal corresponde a la población sin duplicidades (Fuente: INSEE [Consultar]) |     |     |     |     |     |